# Пекінський національний плавальний комплекс
39°59′30″ пн. ш. 116°23′03″ сх. д. / 39.99167° пн. ш. 116.38417° сх. д.

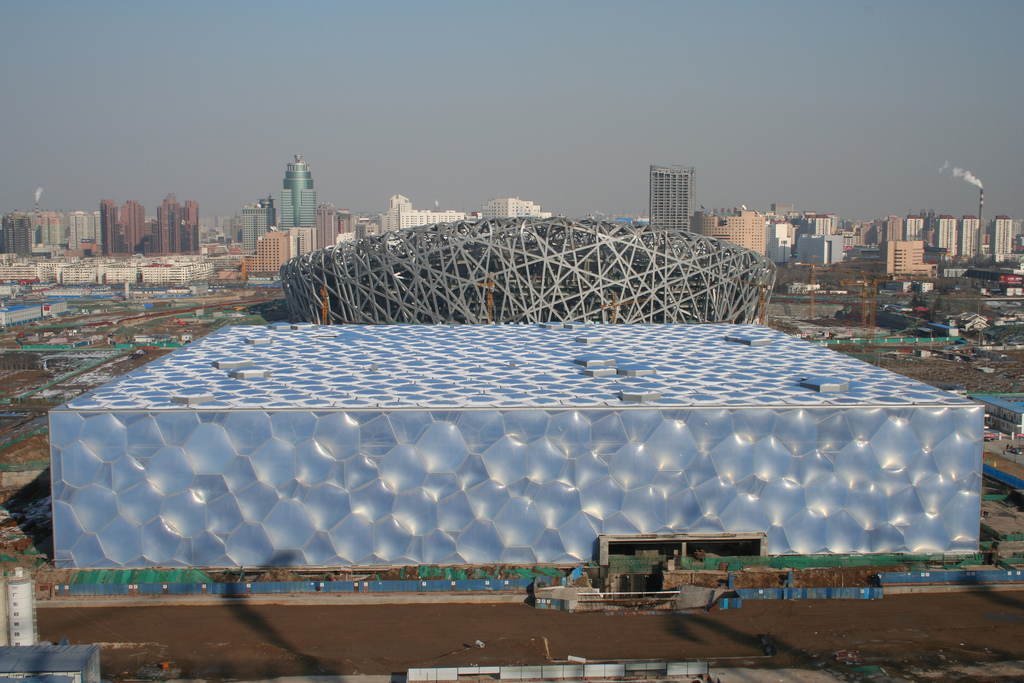
Пекінський національний плавальний комплекс

Пекінський національний плавальний комплекс, відомий також як Водяний куб (кит.: 国家 游泳 中心) — побудований до Олімпіади 2008 року у Пекіні, Центр розташований у Олімпійському парку поряд з Пекінським національним стадіоном «Пташине гніздо».

## Конструкція
«Водяний куб», унікальна за своєю суттю споруда, була побудована австралійської компанією PTW до Олімпіади 2008. Загальна площа комплексу становить близько 70 тис. м². У конструкції були використані елементи, що зовні нагадують кристалічну решітку з водних бульбашок, які, однак, мають високу міцність і невелику питому масу. Матеріал, з якого виготовлені деталі було розроблено спеціально для цієї споруди.
У плавальному центрі була вирішена проблема енергопостачання. Поверхня будівлі приймає сонячну енергію, переводячи її на підігрів води та приміщення. А у спекотній літній час, завдяки зовнішньому покриттю всередині кристалів, температура не піднімається до високих значень. У планах пекінських властей для забезпечення водою комплексу використовувати дощову воду, яка буде збиратися широким дахом.

## Олімпіада 2008
Пекінський національний плавальний комплекс був призначений для 3-х видів спорту: стрибків у воду, синхронного і інших видів плавання.
Завдяки популярності нових типів купальників LZR Racer фірми Speedo, національний плавальний комплекс побачив 25 світових рекордів на Олімпіаді у Пекіні.